# Peter Sterling (Neurowissenschaftler)
Peter Sterling (geb. 1940) ist ein US-amerikanischer Psychologe und Neurophysiologe. Er ist Professor für Neurowissenschaften an der University of Pennsylvania School of Medicine.

## Jugend
Peter Sterling wurde im Jahre 1940 in New York City als Sohn von Phillip und Dorothy Sterling geboren. Seine Eltern waren Autoren und politisch für eine gesellschaftliche Erneuerung aktiv. Im Alter von 20 Jahren wurde er als Student der Cornell University in Ithaca, New York verhaftet, als er in Jackson, Mississippi an einem Freedom Ride teilnahm. Er wurde freigelassen, nachdem er (je nach Quelle) entweder ein Bußgeld zahlte oder auf Vermittlung von Howard A. Schneiderman, der ihn für die experimentelle Biologie anwarb.

## Berufliche Karriere
Peter Sterling besuchte die New York University Medical School für zwei Jahre, brach das Studium aber freiwillig ab, um Neuroanatomie zu studieren. Er wurde an der Western Reserve University zum PhD promoviert, wo er den anatomischen Aufbau der Wirbelsäule erforschte.
Später trug er entscheidende Erkenntnisse über die dreidimensionale Mikroanatomie der Netzhaut bei.
Im Jahre 1980 wurde er zum Professor für Neurowissenschaften am Department of Neuroscience der University of Pennsylvania in Philadelphia ernannt.
Zusammen mit Joseph Eyer prägte Peter Sterling den Begriff der Allostase als "stability through change", ein Konzept, das besonders im Kontext der allostatischen Last an Bedeutung gewinnt.

## Werke (Auswahl)
- J. K. Stevens, T. L. Davis, N. Friedman, P. Sterling: A systematic approach to reconstructing microcircuitry by electron microscopy of serial sections. In: Brain Res. Band 2, Nr. 3, Dez 1980, S. 265–293. PMID 6258704.
- P. Sterling, J. Eyer: Biological basis of stress-related mortality. In: Soc Sci Med E. Band 15, Nr. 1, Feb 1981, S. 3–42. PMID 7020084.
- P. Sterling: Deciphering the retina's wiring diagram. In: Nat Neurosci. Band 2, Nr. 10, Oct 1999, S. 851–853. PMID 10491597.
- P. Sterling: Principles of Allostasis: Optimal Design, Predictive Regulation, Pathophysiology, and Rational Therapeutics. In: J. Schulkin: Allostasis, Homeostasis, and the Costs of Physiological Adaptation. Cambridge University Press, Cambridge, New York 2004, ISBN 0-521-81141-4.
- P. Sterling: Allostasis: a model of predictive regulation. In: Physiol Behav. Band 106, Nr. 1, 12. Apr 2012, S. 5–15. doi:10.1016/j.physbeh.2011.06.004. PMID 21684297.
- P. Sterling, S. Laughlin: Principles of Neural Design. MIT Press, 2015, ISBN 978-0-262-02870-7.
- P. Sterling: Predictive regulation and human design. In: eLife. 29. Jun 2018, S. e36133. doi:10.7554/eLife.36133. PMID 29957178
- J. Schulkin, P. Sterling: Allostasis: A Brain-Centered, Predictive Mode of Physiological Regulation. In: Trends Neurosci. Band 42, Nr. 10, Okt 2019, S. 740–752. doi:10.1016/j.tins.2019.07.010. PMID 31488322.